# Crudia orientalis
Crudia orientalis är en ärtväxtart som beskrevs av Justus Carl Hasskarl. Crudia orientalis ingår i släktet Crudia, och familjen ärtväxter. Inga underarter finns listade i Catalogue of Life.